# Pré Saint-Gervais (metrostation)
Pré Saint-Gervais  is een station van de metro in Parijs langs metrolijn 7bis, in het 19e arrondissement.

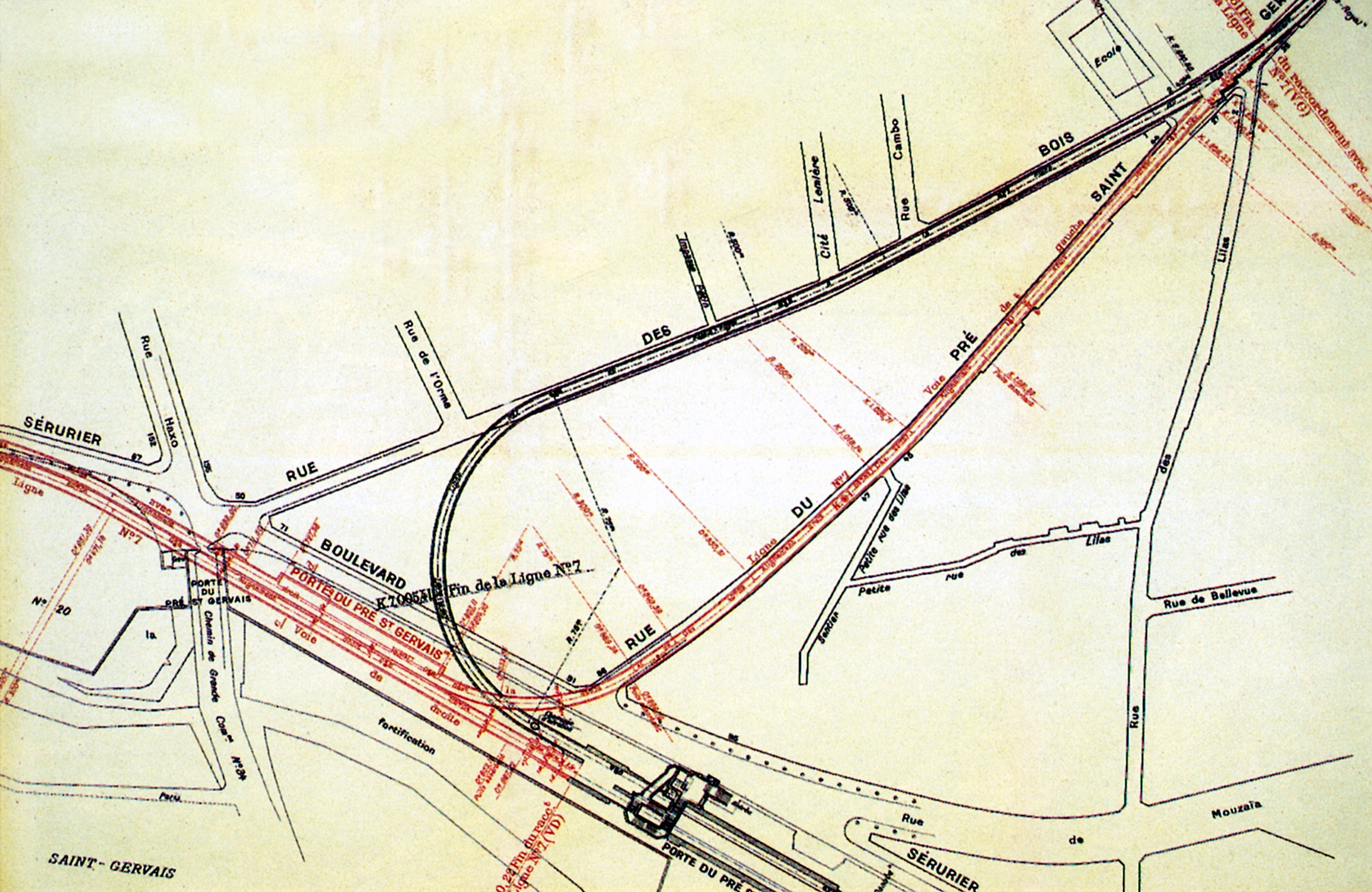
Plattegrond van het station en omgeving (het noorden ligt onderaan); het station is in zwart aangegeven en heet hier nog Porte du Pré-Saint-Gervais

Het station is op 8 januari 1911 geopend. Het ligt nabij de Porte du Pré-Saint-Gervais van Parijs. Ruim 100 meter zuidoostelijk ligt het spookstation Haxo. Op oude kaarten worden beide stations samen wel Porte du Pré Saint-Gervais genoemd. Het station wordt door lijn 7bis uitsluitend in noordwestelijke richting bediend.

Ligging van station Pré Saint-Gervais ten opzichte van de nabij gelegen stations

Begin jaren twintig was de gemeente Parijs voorstander van een verbinding tussen de toenmalige lijn 3 en lijn 7. Daartoe werd een enkelspoorverbinding aangelegd tussen de stations Pré Saint-Gervais en Porte des Lilas. In 1921 werd echter besloten niet meer dan een pendeldienst in te leggen tussen beide stations. De pendeldienst, over de voie navette, was geen succes en werd in 1939 gestaakt.
Louis Blanc · 
Jaurès · 
Bolivar · 
Buttes Chaumont · 
Botzaris · 
Danube · 
Place des Fêtes · 
Pré Saint-Gervais